# Abelsonite
L’abelsonite est un minéral composé de nickel (11,30 %), carbone (71,70 %), hydrogène (6,21 %) et azote (10,79 %), de formule NiC32H36N4 et de masse molaire 519,31 g/mol.
C'est le seul minéral organonickel connu, avec une combinaison unique d'éléments. L'abelsonite s'est probablement formée en profondeur à partir d'un précurseur chlorophyllien (peut-être pas de Chlorophylle d). Elle est accompagnée de son norisomère structurel, et le schiste environnant contient d'autres porphyrines de nickel. Un précurseur potentiel de l'abelsonite est l'acide 17-déséthylique,17-propionique.
Découverte en 1969, décrite en 1978 et validée par l'IMA, elle a pour localité type WOSCO Well, un champ pétrolifère dans le comté de Uintah dans l'Utah, aux États-Unis. Elle doit son nom à Philip H. Abelson, un pionnier de la physique nucléaire.

## Caractéristiques
La cristallographie de l'abelsonite est triclinique, avec des rapports axiaux de a:b:c = 0,7589:1:0,6546 et des dimensions de maille de a = 8,44, b = 11,12, c = 7,28, Z = 1. La molécule d'abelsonite possède des groupes méthyles dans les positions 2, 3, 7, 12 et 18, et des groupes éthyles dans les positions 8 et 17.
Les molécules de l'abelsonite ne sont pas planes, et le modèle de substitution est de par structure lié à de la chlorophylle.

De couleur pourpres à brun-rouge, les cristaux sont mous, avec une dureté dans l'échelle de Mohs de 2 à 3. L'abelsonite a un éclat submétallique, est translucide. Elle est fragile et présente un bon clivage sur {111}. Elle présente un habitus de petits agrégats de cristaux lamellaires, jusqu'à 1 cm de long et 2 mm de diamètre, de lattes ou plaques minces. 
C'est un minéral secondaire sur les surfaces de fracture de schistes bitumineux, dérivé de la porphyrine de nickel, spécifiquement classé comme déoxophylloérythroétioporphyrine.

## Formation et gisements
L'abelsonite s'est formée par oxygénation lors du néoprotérozoïque, il y a environ 300 millions d'années (stade paragénétique 10a). Sa genèse est liée aux conditions géochimiques uniques du lac Uinta, probablement initiée par une diagenèse de chlorophylle. Le précurseur relativement insoluble de l'abelsonite a probablement été transporté par une solution aqueuse vers des sédiments de lithologie favorable et pour devenir un hydrocarbure cristallisé du schiste bitumineux (stade paragénétique 47c).  
Elle se trouve dans les fractures des schistes lacustres riches en kérogène de la formation de la Green River, dans le Comté de Uintah, dans l'Utah, aux États-Unis où elle est associée à l'albite, l'orthose, la pyrite, le quartz, du mica, la dolomite et l'analcime.
Les gisements recensés par la base de données minéralogique Mindat.org (en 2024), se trouvent pour 8 d'entre eux dans la réserve indienne Uinta et Ouray dans l'Utah, et un dans le Colorado. 